# Чемпионат СССР по синхронному плаванию
Чемпионат СССР по синхронному плаванию — ежегодное соревнование лучших советских синхронисток за звание чемпионки СССР. Проводился в период с 1982 по 1991 год. Программа всех чемпионатов включала розыгрыш комплектов наград в трёх дисциплинах: сольных, дуэтных и групповых упражнениях. В 1983 и 1991 годах эти турниры были частично или полностью проведены в рамках летних Спартакиад народов СССР. В 1992 году в связи с распадом СССР в Харькове был проведён чемпионат СНГ. В дальнейшем в бывших советских республиках, ставших независимыми государствами, начали проходить свои национальные чемпионаты.

## Список чемпионатов и победительниц
| Год  | Город                         | Соло                          | Дуэты                                                  | Группы |
| ---- | ----------------------------- | ----------------------------- | ------------------------------------------------------ | --- |
| 1982 | Тбилиси 16—19 июля Подробнее  | Ирина Потёмкина (Москва)      | Ирина Потёмкина Елена Осипова (Москва)                 | Москва—2 Ольга Герасимова Елена Гладкая Вера Кретова Светлана Подосинова Елена Советникова Елена Фролова Елена Худякова Мария Черняева           |
| 1983 | Москва 21—25 июля Подробнее   | Ирина Потёмкина (Москва)      | Ирина Потёмкина Елена Осипова (Москва)                 | Москва—1 Наталья Горшкова Татьяна Гузеева Елена Дашина Елена Осипова Ирина Подмарева Ирина Потёмкина Светлана Сидорова Лариса Хабибуллина        |
| 1984 | Москва 27—29 июля Подробнее   | Елена Осипова (Москва)        | Ирина Потёмкина Елена Осипова (Москва)                 | Москва—1 Татьяна Гузеева Елена Дашина Елена Осипова Людмила Осипова Ирина Подмарева Ирина Потёмкина Светлана Сидорова Лариса Хабибуллина         |
| 1985 | Тбилиси 20—23 июня Подробнее  | Ирина Потёмкина (Москва)      | Ирина Потёмкина Елена Осипова (Москва)                 | Сборная команда Елена Гладкая Елена Дашина Альфия Жамалетдинова Ирина Жукова Екатерина Лаврик Татьяна Титова Елена Худякова Мария Черняева       |
| 1986 | Киев 10—13 июля Подробнее     | Ирина Потёмкина (Москва)      | Альфия Жамалетдинова Мария Черняева (Москва)           | Сборная команда Ольга Белая Елена Дашина Елена Долженко Ирина Жукова Екатерина Лаврик Анастасия Лифаренко Людмила Осипова Татьяна Титова         |
| 1987 | Киев 9—12 июля Подробнее      | Татьяна Титова (Москва)       | Елена Долженко Христина Фаласиниди (Ленинград-Тбилиси) | Сборная команда Вера Артёмова Елена Долженко Альфия Жамалетдинова Ирина Жукова Татьяна Титова Христина Фаласиниди Елена Фощевская Мария Черняева |
| 1988 | Тбилиси 4—7 августа Подробнее | Христина Фаласиниди (Тбилиси) | Татьяна Титова Мария Черняева (Москва)                 | Москва Альфия Жамалетдинова Екатерина Лаврик Елена Лучина Гана Максимова Дарья Недорезова Елена Никашина Ольга Осипова Анна Пуляшенко            |
| 1989 | Киев 14—16 июля Подробнее     | Христина Фаласиниди (Тбилиси) | Нино Майсурадзе Христина Фаласиниди (Тбилиси)          | Москва Светлана Волкова Татьяна Жаворонкова Елена Лучина Дарья Недорезова Ольга Новокщёнова Ольга Осипова Анна Пуляшенко Татьяна Теплякова       |
| 1990 | Ленинград 24—27 мая Подробнее | Христина Фаласиниди (Тбилиси) | Христина Фаласиниди Елена Фощевская (Тбилиси-Бровары)  | Москва Елена Азарова Наталия Груздева Елена Лучина Гана Максимова Дарья Недорезова Ольга Осипова Анна Пуляшенко Татьяна Седакова                 |
| 1991 | Москва 11—14 июля Подробнее   | Ольга Седакова (Москва)       | Елена Долженко Анна Козлова (Ленинград)                | Москва Елена Азарова Наталия Груздева Елена Лучина Дарья Недорезова Ольга Осипова Анна Пуляшенко Ольга Седакова Елизавета Филаткина              |

 — турниры, проведённые в рамках летних Спартакиад народов СССР, их победители и призёры получали по 2 медали (чемпионата и Спартакиады)